# 7 for All Mankind

Logo 7 For All Mankind

7 for All Mankind ist eine Jeansmarke aus den USA. Das Unternehmen wurde im Jahr 2000 von Michael Glasser, Peter Koral und Jerome Dahan gegründet. Zunächst wurden nur Damenjeans hergestellt, seit 2002 gibt es auch Herren- und seit 2005 Kinderjeans dieses Labels. Der Name entstand nach einer Untersuchung, wonach US-Bürger im Durchschnitt sieben Jeanshosen besitzen. Die Marke ist in über 80 Ländern erhältlich. Preislich sind sie im Premiumsegment angesiedelt und kosten in Europa rund 250 Euro pro Stück (Stand November 2015).
Nach Angaben der Financial Times Deutschland betrug der Umsatz im Jahr 2002 rund 60 Millionen Dollar und der Gewinn 20 Millionen Dollar. Die Firma wurde 2005 von der amerikanischen Beteiligungsgesellschaft Bear Stearns Merchant Banking gekauft, der Preis soll etwa 100 Millionen Dollar betragen haben. Das Amt des Chief Executive Officers wurde Andreas Kurz übertragen; zu diesem Zeitpunkt belief sich der Umsatz der Firma auf etwa 250 Millionen Dollar. Im Juli 2007 wurde das Unternehmen von der VF Corporation gekauft. Im August 2016 übernahm Delta Galil die Marke.